# Nemea (geslacht)
Nemea is een geslacht van vlinders van de familie venstervlekjes (Thyrididae).

## Soorten
- N. ankole Whalley, 1971
- N. betousalis (Gaede, 1917)
- N. eugrapha (Hampson, 1906)
- N. nivosa Whalley, 1971
- N. tamsi Whalley, 1971